# Tabatschny
Tabatschny (russisch Табачный) ist ein Dorf (posjolok) in Südrussland. Es gehört zur Republik Adygeja und hat 1980 Einwohner (Stand 2019). Im Ort gibt es 52 Straßen. Tabatschny liegt 16 km nordwestlich von Tulski (dem Verwaltungszentrum des Bezirks) auf der Straße. Sadowy ist die nächstgelegene ländliche Ortschaft.